# Pochonia goniodes
Pochonia goniodes är en svampart som först beskrevs av Drechsler, och fick sitt nu gällande namn av Zare & W. Gams 2001. Pochonia goniodes ingår i släktet Pochonia och familjen Clavicipitaceae.   Inga underarter finns listade i Catalogue of Life.